# Löbau
Löbau (Alto sorabo: Lubij) es una ciudad en el este de Sajonia, Alemania, en la región tradicional de la Alta Lusacia. Se encuentra entre las laderas de las Berg Löbauer y la zona de fértiles colinas de las montañas de Alta Lusacia. Es la puerta de entrada a esta zona volcánica y montañosa a mitad de camino entre las ciudades de Bautzen, Görlitz y Zittau.
Se encuentra a unos 75 km al este de Dresde.

## Historia
Löbau fue mencionada por primera vez en 1221 como "Oppidum Lubaw". Durante los siglos de la Edad Media la ciudad fue miembro de la Liga de las seis ciudades de la Alta Lusacia, que consiste en las ciudades Lužické Bautzen, Görlitz, Kamenz, Lauban, Löbau y Zittau, y fue establecido en 1346.

## Lugares de Interés
El ayuntamiento de la ciudad es una mezcla notable de varios estilos arquitectónicos. Otro edificio interesante es la Villa Schminke construida por el arquitecto alemán Hans Scharoun, que data de la década de 1930, pero que se asemeja a la arquitectura de la década de 1950. Es considerada como una de las obras de arte más queridos de Scharoun.
La torre del Rey Federico Augusto es el símbolo de Löbau, la torre es de hierro fundido y fue construida en 1854 en la Löbauer Berg, y es de 28 m de altura. Es la mayor torre de hierro fundido en Europa y ofrece increíbles vistas de la parte superior de las Montañas Lužické.

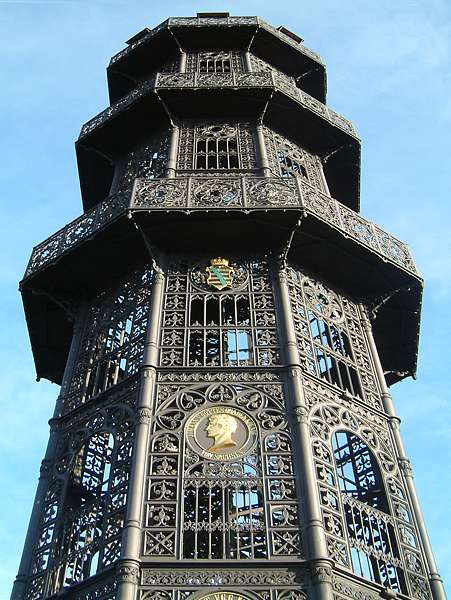
Torre Frederich August.

## Ciudades Hermanadas
- Lubań, Polonia
- Ettlingen, Alemania
- Makó, Hungría
- Épernay, Francia